# Albert Hopfenbeck
Albert Hopfenbeck (* 1938 in Lauterhofen) ist ein deutscher Geistlicher und Domdekan.

## Leben
Hopfenbeck wurde am 29. Juni 1964 zum Priester geweiht. Zunächst war er Aushilfspriester in Nürnberg-Reichelsdorf, Treuchtlingen und St. Moritz, Ingolstadt. Danach wurde er Kaplan in Dollnstein. 1965 wurde er Aushilfspriester in Mailing, 1966 Kaplan in Weißenburg in Bayern, 1968 in Münsterpfarrei in Ingolstadt. 1968 wurde er dann für weiterführende Studien in München beurlaubt. Dabei promovierte er zum Dr. iur. can. Ab 1976 arbeitete er am Diözesangericht in Eichstätt, ab 1979 bis 1987 als Vizeoffizial. 1980 wurde er Domvikar und 1983 Domkapitular. Zwischen 1983 und 1987 war er Ständiger Stellvertreter des Bischofs im Stiftungsrat der Stiftung Katholische Universität Eichstätt. Von 1988 bis 2002 war er Offizial des Diözesangerichtes. 1989 erfolgte die Wahl zum Domdekan. 2004 ging er in den Ruhestand.
Seit 1961 ist er Mitglied der katholischen Studentenverbindung KDStV Alcimonia Eichstätt.